# Aegilops speltoides
Espèce
Statut de conservation UICN

 LC  : Préoccupation mineure
Aegilops speltoides, l'égilope faux-épeautre, est une espèce de plantes monocotylédones de la famille des Poaceae, sous-famille des Pooideae, originaire d'Eurasie. Ce sont des plantes herbacées, annuelles, cespiteuses, aux tiges (chaumes) dressées pouvant atteindre 70 cm de long et aux inflorescences en racèmes.
Cette espèce, qui appartient au pool génique secondaire du blé, est le progéniteur du génome B chez les différentes espèces du genre Triticum (blé tendre, blé dur, amidonnier, épeautre, etc.). C'est une source de gènes utilisables pour l'amélioration des cultivars modernes de blé.

## Étymologie
Le nom générique Aegilops est un terme latin, attesté chez Pline qui désignait une espèce de graminée sauvage, l'égilope (Aegilops ovata). Ce terme latin est dérivé du grec αἰγίλωψ, à l'étymologie obscure. Selon l’Etymological Dictionary of Grasses, ce terme dériverait de deux racines grecques anciennes, αἰγίλες (aegiles), « préféré par les chèvres » et ὤψ, ôps (ops), « œil, apparence », et ferait référence à la ressemblance présumée de cette espèce avec une plante non identifiée, appelée aegiles en grec ancien, dont on ne sait rien sauf qu'elle était aimée des chèvres.
L'épithète spécifique, speltoides, est formée du nom latin spelta (épeautre), mot d'origine germanique, avec le suffixe -oides, du grec εἶδος, eidos, « qui ressemble à », en référence à la ressemblance de cette plante avec l'épeautre.

## Description
Aegilops speltoides est une plante herbacée, annuelle, cespiteuse, aux tiges (chaumes) dressées ou géniculées ascendantes, pouvant atteindre de 20 à 70 cm de long.
Les feuilles ont un limbe allongé, scabre en surface, de 5 à 15 cm de long sur 2 à 3 mm de large, muni d'auricules falciformes et d'une ligule membraneuse.
L'inflorescence est formée d'un racème spiciforme allongé, linéaire, droit ou arqué, de 8 à 11 cm de long et portant de 6 à 13 épillets fertiles. Les épillets stériles de la base sont absents ou rudimentaires.
Les épillets fertiles, sessiles, oblongs, sont comprimés latéralement et ont de 8 à 14 mm de long. Ils comptent de 4 à 8 fleurons fertiles et des fleurons réduits à l'apex.
Les deux glumes qui sous-tendent l'épillet sont similaires, plus courtes que l'épillet, longues de 5 à 9 mm. De consistance coriace, de forme oblongue, asymétrique, non carénées, elles présentent de 7 à 9 nervures latérales inégalement épaissies.
Les fleurons fertiles sont sous-tendus par une lemme coriace, oblongue de 8 à 11 mm de long, présentant cinq nervures et portant une arête de 20 à 120 mm de longueur totale seulement sur les épillets supérieurs, et par une paléole à deux nervures.
Ils comptent deux lodicules ciliés, et un ovaire, pubescent à l'apex, et présentant un appendice charnu sous le point d'insertion du style.
Les fleurons apicaux, stériles, ressemblent aux fleurons fertiles mais ont un développement réduit.
Le fruit est un caryopse au péricarpe adhérent, poilu à l'apex.
A maturité, la disséminule est constituée par l'inflorescence qui se détache en entier.

## Distribution et habitat
L'aire de répartition originelle d’Aegilops speltoides s'étend en Asie occidentale, de la Turquie à l'Iran, en incluant l'Iraq, Israël, le Liban et la Syrie, ainsi que dans le sud-est de l'Europe (Bulgarie, Grèce).
L'espèce a été introduite dans plusieurs pays d'Europe occidentale : Allemagne, Belgique, Espagne, France, Italie, Luxembourg, Pays-Bas, Royaume-Uni, Suisse.
L'égilope faux-épeautre se rencontre principalement dans les prairies et les sites modérément perturbés, comme les bords de routes, en lisière des cultures et parfois dans les champs cultivés notamment de céréales (orge, blé dur ou blé tendre), ainsi que dans les vergers (agrumes, oliveraies). L'espèce se rencontre aussi dans les forêts ouvertes de pins et de chênes. Elles préfère les sols à texture  argileuse ou argilo-sableuse sur socle calcaire. Aeglilops speltoides pousse plutôt dans des zones relativement humides,  recevant  des précipitations annuelles comprises entre 450 et 1450 mm.

## Utilisation
Comme d'autres espèces sauvages du genre Aegilops apparentées au blé cultivé (Triticum sp.),  Aegilops speltoides possède des gènes de résistance aux maladies, aux ravageurs et aux facteurs environnementaux défavorables, qui présentent un intérêt agronomique. Ces gènes peuvent être incorporés dans le génome du blé par des croisements intergénériques, suivant, si nécessaire, le développement de lignées d'addition et de substitution de chromosomes. Le transfert d'un seul segment d'un chromosome étranger peut être réalisé par des translocations. L'utilisation des Aegilops, qui sont les plus proches parents du blé et présentent une grande diversité génétique, pour améliorer le blé cultivé remonte à plus d'un siècle.
Parmi les gènes de résistance déjà introduits par introgression dans le génome de cultivars du blé tendre à partir d'Aegilops speltoides figurent les gènes :
- Lr28, Lr35, Lr36, Lr47 et Lr51, contre la rouille brune du blé (causée par Puccinia recondita f. sp. tritici)[10],[9],
- Sr32, Sr39, contre la rouille noire (causée par Puccinia graminis),
- Pm12, Pm32, contre l'oïdium des céréales (causé par Blumeria graminis),
- Gbx, Gb5, contre le petit puceron des céréales (Schizaphis graminum)[9].

## Taxinomie
L'espèce Aegilops speltoides a été décrite en premier par le botaniste autrichien Tausch  et publiée en 1837 dans Flora, oder, Allgemeine botanische Zeitung 20 (1): 108. 

### Synonymes
Catalogue of Life (21 avril 2018) :
- Aegilops speltoides var. typica Eig, publ. non valid.
- Sitopsis speltoides (Tausch) Á.Löve
- Triticum speltoides (Tausch) Gren. ex K.Richt.

### Liste des sous-espèces
Selon World Checklist of Selected Plant Families (WCSP) (21 avril 2018) :
- Aegilops speltoides subsp. ligustica (Savign.) Zhuk. (1928)
- Aegilops speltoides subsp. speltoides